# Dance the Night Away
Dance the Night Away是韩国女子團體TWICE的一首單曲。這首歌由JYP娛樂於2018年7月9日發行，並作為第二張特別專輯《Summer Nights》的主打單曲。

## 背景与发行
TWICE即將發行新作品的消息，最初是在2018年6月7日曝光的。6月18日，JYP娱乐官方宣布组合将携新单曲Dance the Night Away回归，並作為第二張特別專輯《Summer Nights》的主打歌。單曲和專輯都在7月9日於各大音樂平台上發行。TWICE在2019年3月6日發行的第二張精選專輯《＃TWICE2》，收錄了這首歌的韓語和日語版本。日語版歌詞由Eri Osanai創作。

## 編曲
Dance the Night Away由多位音乐制作人作曲，而輝晟負責這首歌的填词。這首歌被描述為「一首帶來清新旋律、非常適合夏日氛圍的歌曲」，旨在展現出女孩團體的青春活力，因此這是一首歡快的電子舞曲，且節奏明快。《告示牌》記者Tamar Herman形容這首歌是一首充滿夏日風情的電子舞曲和律動流行歌曲，在強烈的低音節拍、明亮的號角聲和刺耳的合成器伴奏下跳躍歡唱。

## MV與宣傳
Dance the Night Away的音樂錄影帶於2018年6月初在沖繩縣某個海灘取景拍攝，而這部音樂錄影帶的兩支預告分別在7月1日和5日發布，並於7月9日正式上線。
音樂錄影帶以TWICE的九名成員為主角，並講述了被沖上海灘的漂流者的故事。MV發布兩個月後，YouTube觀看次數突破1億大關，並且在「2018年韓國YouTube年度回顧 10大最熱門音樂影片」的榜單中排名第七。 
在歌曲發布幾小時後，TWICE在NAVER V Live平台上舉行了一場直播，以慶祝她們的回歸，並在直播中首次完整公開了這首歌的舞蹈。隨後，她們也在各大音樂節目上帶來了Dance the Night Away的回歸舞台，分別是7月13日的《音乐银行》、14日的《Show! 音樂中心》、15日的《人气歌谣》、18日的《Show Champion》以及19日的《M Countdown》。

## 商业表现
這首歌一經發行，就登上了Gaon單曲榜和韓國告示牌K-pop Hot 100榜單的榜首。它還在美國告示牌世界單曲銷售榜和日本告示牌百大單曲榜分別登上第二名以及第五名，也在日本Oricon數位單曲榜登上第11名。截至2019年3月，Dance the Night Away的串流播放量已突破1億次，到同年9月，其下載量也超過了250萬次。這使它成為自韓國音樂內容協會在2018年4月引入認證制度以來，首次在串流和下載兩個領域內同時獲得白金認證的TWICE單曲。

## 獲獎
Dance the Night Away在韓國的各大音樂節目中共獲得了10次一位，包括《Show! 音樂中心》和《人气歌谣》的三冠王（即在同一節目中獲得三次一位）。這首歌還在7月23日至8月13日期間連續四週獲得Melon每週人氣獎，並在第八屆Gaon Chart音樂頒獎典禮上獲頒年度數位音樂藝人獎（七月）。2018年12月，它被列入2018年韓國年度最多觀看次數的音樂錄影帶第七名。
| 節目名稱       | 日期          | 參考   |
| -------------- | ------------- | ------ |
| Show Champion  | 2018年7月18日 | [ 29 ] |
| M Countdown    | 2018年7月19日 | [ 30 ] |
| 音乐银行       | 2018年7月20日 | [ 31 ] |
| 音乐银行       | 2018年8月3日  | [ 32 ] |
| Show! 音樂中心 | 2018年7月21日 | [ 33 ] |
| Show! 音樂中心 | 2018年8月4日  | [ 34 ] |
| Show! 音樂中心 | 2018年8月11日 | [ 35 ] |
| 人气歌谣       | 2018年7月22日 | [ 36 ] |
| 人气歌谣       | 2018年7月29日 | [ 37 ] |
| 人气歌谣       | 2018年8月5日  | [ 38 ] |

## 榜單
| 榜單（2018年）               | 最高排名 |
| ---------------------------- | -------- |
| 日本 (Japan Hot 100)         | 5        |
| 日本（Oricon數位單曲榜）     | 11       |
| 南韓（Gaon單曲榜）           | 1        |
| 南韓（K-pop Hot 100）        | 1        |
| 美國（告示牌世界單曲銷售榜） | 2        |

| 榜單（2018年）       | 排名 |
| -------------------- | ---- |
| 日本 (Japan Hot 100) | 90   |
| 韩国（Gaon單曲榜）   | 20   |

| 榜單（2019年）     | 排名 |
| ------------------ | ---- |
| 韩国（Gaon單曲榜） | 75   |

## 認證
| 地區                                | 认证 | 认证单位/销量 |
| ----------------------------------- | ---- | ------------- |
| 韓國（韓國音樂內容協會）            | 白金 | 2,500,000*    |
| 串流                                |      |               |
| 日本（日本唱片協會）                | 金   | 50,000,000†   |
| 韓國（韓國音樂內容協會）            | 白金 | 100,000,000†  |
| *僅含認證的實際銷量 †僅含認證的銷量 |      |               |